# Красновидово (Татарстан)
Красновидово — село в Камско-Устьинском районе Красновидовского сельского поселения Татарстана.

## География
Находится на берегу Куйбышевского водохранилища, в 27 км к северо-западу от пгт Камское Устье и в 51 километре от Казани, если считать по Волге от пристани «Красновидово» до речного порта, в 90 километрах — по автомобильной дороге. Село находится на высоком правом берегу реки Волга в 27 км от её слияния со второй по величине рекой Татарстана — Камой. Физико-географическое положение села определяется его координатами, это примерно 55˚ северной широты и 49˚ восточной долготы. Следовательно, село расположено в умеренном климатическом поясе, в его средних широтах.
Занимаемая площадь Красновидовского сельского поселения составляет 989700 м².

## История
Село Красновидово основано во 2-й половине XVII века на землях Казанского Архиерейского дома. В 1763 году жители были переведены в разряд экономических, позднее — государственных крестьян. Занимались земледелием, разведением скота, рыболовством, садоводством, овощеводством, кирпичным, бондарным, кузнечным, портняжным и плотничным промыслами, торговлей. В начале XX века в Красновидово функционировали Богоявленская церковь, земская школа (была открыта в 1869 году на базе сельской приходской школы, существовавшей с 1856 года), 7 ветряных мельниц, 2 кузницы, пароходная и лесная пристани, 3 пивных, 1 казённая винная, 1 мануфактурная и 5 мелочных лавок. В этот период земельный надел сельской общины составлял 2459 десятин.
До 1762 года село было архиерейским, позже экономическим и государственным. Наших далеких предков привели сюда, прежде всего, Волга с её ресурсами, заливные луга по левобережью, возможность общаться с соседями по реке. В дальнейшем здесь были найдены залежи известняка, гипса, торфа.
О том, почему-то или иное село названо, так, а не иначе, рассказывают легенды, сложенные народом. Вот одна из них.
Как-то старожилы села Антоновка обнаружили в карнизе церкви рулон пергамента, исписанный красивым убористым почерком. Запись была сделана попом и повествовала об истории создания деревни Антоновка и села Красновидово. Маленькая деревушка, появилась в конце XVII века — это место сейчас называют старой деревней. Расположено оно между селом Красновидово и Антоновкой. Как и в любой общине того времени, верховодили в ней два мужика: Захар и Антон. Как-то раз они между собой повздорили, разделилось село на две враждующие стороны. Мужики не глупы были, решили дело до крови не доводить, оставили насиженное место. Антон пошёл ниже, обосновал Антоновку, а Захар пошёл вверх по Волге, и некоторое время наше село называлось Захаровка, а затем Старое Зимовье.
Однажды весной плыл большой плот, скрепленный веревками из лыка и прутьев тальника. Гнали плот вниз по Волге для строительства города Царицына. Когда плот подплыл к Старому Зимовью на Волге поднялась буря и плот разбило. Утром мужики нашего села собрали плот.
В один из погожих дней в конце мая 1767 года к берегу Старого Зимовья пристало судно, до сих пор невиданное народом. На нём августейшая особа Екатерина 2 со своей свитой решила прокатиться по Волге. Об этом быстро узнало все село. Люди сбежались на берег. Царица решила отблагодарить старозимовских крестьян за то, что они собрали плот. В дар отдала царица заливные луга на левом берегу, и распорядилась дать лес для постройки новой церкви. Затем царица и её свита поднялись на гору. С горы она могла обозревать красивую окрестность. Поднеся ладонь к глазам, смотрела она на Волгу, луга, леса, восхищаясь красотой природы здешних мест, и произнесла «Какой красный вид!». С тех незапамятных времен и пошло: «Красный вид, Красновидово!» Так прижилось название, и слова царицы Екатерины стали пророческими.
Существует и другая легенда о названии села, которую написал В. Г. Короленко в своем рассказе «Марусина заимка». Когда В. Г. Короленко приезжал в Красновидово к М. А. Ромасю в 1887 году, он делал зарисовки берега Волги, к нему подошёл рыбак и рассказал ему легенду про красного атамана:

«Гора-то, вишь, высокая. Взойдет, бывало, на самый взлобок, тут ему далеко видно. Кама видна до самого Лаишева, а к верху до самого Услону до Верхнего. Вот он бывало станет тут с подзорной трубкой и смотрит: сверху ли, снизу ли суда идут .Он как, бывало, узорит, и сейчас с горы спущается с ребятами.»

А атаман и вправду был красным: был он рыжим от рождения и рядился в красную рубаху. Так говорят легенды…
А впервые Красновидово было обозначено на карте народонаселения Казанской губернии в 1870 году. В книге «Приволжские города и селения Казанской губернии» есть некоторые сведения о нём: здесь было 375 дворов, около 2 тыс. жителей, насчитывалось 350 садов.
Здешние крестьяне занимались хлебопашеством, но вследствие песчано-глинистых почв урожая были не совсем хорошие. В основном выращивали рожь, пшеницу, лен, овес, гречу, урожайность их была очень низкой. Крестьяне больше занимались садоводством, пчеловодством, рыболовством, выращиванием овощей.
Красновидово — исконно русское село, в котором большинство населения составляли православные (старообрядцев в 1908 году было 41 мужчина и 41 женщина). Приход существовал уже в конце XVII века. Первая деревянная церковь называлась Ильинской (в честь св. Ильи). Новая двухэтажная деревянная построена в 1777 году. Престолы освящены 6 и 7 октября 1779 года игуменом Раифской пустыни Касторием. Верхний главный престол освящен в честь Богоявления Господня, нижний теплый во имя Пророка Ильи. В храме находилась особо почитаемая древняя икона Николая Можайского, переданная в 1907 году в один из казанских музеев.
Церковь не сохранилась. В годы коллективизации приход закрыли, здание церкви было отдано под клуб, а затем под школу. В апреле 1982 года пожар уничтожил здание. В настоящее время на этом месте построена церковь св. пророка Илии. Строительство было профинансировано Балымовым Виктором Михайловичем.
В 1896 году крестьяне построили недалеко от села на ключе часовню в память избавления Александра 3 с семейством от катастрофы в 1888 году. Говорят к ней ходили женщины, чтобы помолиться за мужей, ушедших на фронт, попросить у Бога дождя в жуткую засуху. Сейчас часовни уже нет, но многие жители знают, где она была.
Большую роль в занятиях крестьян играла торговля. В селе не было базаров и ярмарок, но во второй половине XIX века здесь было много мелочно-бакалейных лавочек — покупателями были бурлаки, экипажи и пассажиры судов, крестьяне, привозившие грузы на пристань, местные жители.
В 1913 году в селе были мануфактурные и бакалейная лавка Петра Степановича Шагова (в настоящее время в здании расположен частный магазин «Лидер»), молочные лавки А. Т. Колоченкова, А. С. Камонина, пивная лавка торгового дома «Корнеев, Гориянов и Ко». По словам старожилов, в то время не было большого изобилия товаров, но самое необходимое было всегда. Прийти в лавку можно было в любое время дня и ночи, клиентам были рады, так как между лавочниками всегда была конкуренция.
Росло и богатело село трудом своим от земли, от садов, рыболовства. Сильные, крепкие и работящие были красновидовские мужики. По воспоминаниям старожилов семьи были большие, под одной крышей у отца уживались семьи его сыновей, и все были заняты. Мужики с утра до ночи в поле, женщины вели домашнее хозяйство, поспевали и на полях, а как заканчивались полевые работы, пряли лён и ткали из него полотна.
48 человек было раскулачено в период коллективизации в 1930-е годы. В 1929 году на селе были организованы два артельных хозяйства: «Красный пахарь» и «Профинтерн». В 1932 году оба хозяйства были объединены в один колхоз им. А. М. Горького.
В период Великой Отечественной войны на фронт из села ушло 1059 человек. На полях сражений погибло 443 человека.
В 1958 году в связи с ликвидацией Теньковского района колхозы им. Максима Горького, «Новая жизнь», «Коминтерн» объединились, образовав крупное хозяйство колхоз имени Максима Горького. Председателем колхоза стал Колесников В.В, последующие годы колхоз возглавляли Болтаков П. М., Сомов Т. А. Более 20 лет хозяйство возглавлял Камонин А. А. По итогам 1984—1985 годов колхоз дважды награждался переходящим Красным знаменем Совета Министров РСФСР, в 1986 году председатель Камонин А. А. и доярка Рябинина В. В. были награждены Орденом Трудового Красного Знамени, доярка Карпова В. И. награждена орденом Знак Почета, механизаторы Болтаков А. П. и Умылин А. И. медалью «За трудовую доблесть». Орденом Октябрьской революции награждена делегат 24 съезда КПСС Моисеева А.М, орденом Ленина -делегат 25 съезда КПСС Гаврилов Г. М., механизатору Сайфуллину К.Х присвоено звание «Заслуженный механизатор ТАССР».
На 124 странице 14 тома «Книги памяти» упомянуты 14 фамилий Ларягиных, четверо из них родные братья, ушедшие на фронт из села Красновидово — Яков, Федор, Павел, Николай.
Николай Григорьевич — единственный воин из района, который является кавалером орденов Славы. 13 марта 1945 года он умер от ран, не дожив до Победы два месяца. Ему было в ту пору 21 год. Похоронен Николай Григорьевич в Польше (Щецинское воеводство, г. Старград-Щецински, д. Циммерман).

## Административное деление
До 1920 года село входило в Теньковскую волость Свияжского уезда Казанской губернии. С 1920 года — в составе Свияжского кантона ТАССР. С 14.02.1927 года — в Теньковском, с 20.10.1931 года — в Камско-Устьинском, с 10.02.1935 года — в Теньковском, с 16.07.1958 года — в Камско-Устьинском, с 01.02.1963 года — в Тетюшском, с 12.01.1965 года — в Камско-Устьинском районах.
Красновидовский сельской Совет образован в 1932 году. Первым председателем до 1939 года был Савагин Иван Яковлевич, затем Артамонов Иван Петрович.
Далее возглавляли Красновидовский сельский совет Дементьев Георгий Григорьевич, Филягин Яков Алексеевич, Яничева Лидия Васильевна, Кирсанов Александр Яковлевич, Камонин Александр Алексеевич.
В марте 1995 года произошло преобразование сельского Совета в местное самоуправление. А марте 1996 года председателем Красновидовского местного самоуправления был избран Оленин Владимир Павлович. С января 2006 года местное самоуправление преобразовано в сельское поселение. На территории Красновидовского сельского поселения расположены три населенных пункта: село Красновидово, деревня Буртасы и село Антоновка

## Известные люди
Село знаменито знатными людьми, когда-либо посещавшими его.
А. М. Горький (Пешков) (1868—1936) — великий русский писатель конца XIX — начала XX вв. В 1884-88 гг. жил в Казани. В 1888 году по приглашению революционера-народовольца М. А. Ромася приехал в село Красновидово, где прожил до осени того же года. В селе действует музей А. М. Горького. Экспозиция музея раскрывает тему пребывания писателя в Казани и Красновидово, знакомит с жизнью села второй половины XIX века и страницами жизни М. А. Ромася.
В 1887 году село посетил великий русский писатель В. Г. Короленко.
Писатель А. И. Салмин, знаменитый своей трилогией «Буря на Волге», брал сюжеты из жизни красновидовских крестьян, бурлаков и деревенских босяков.
В 1968 году первый космонавт Ю. А. Гагарин посетил Красновидовскую рыболовецкую бригаду, базирующуюся на песчаном острове напротив села.
В последние годы в окрестностях села неоднократно был первый президент Республики Татарстан М. Ш. Шаймиев.

## Население
Национальный состав: русские − 94 %, татары − 2 %, чуваши — 2 % и другие национальности — 2 %.
Число жителей: в 1745 г. — 304, в 1782 г. — 318 душ мужского пола, в 1834 г. — 1045, в 1859 г. — 1480, в 1897 г. — 1954, в 1908 г. — 2991, в 1920 г. — 1994, в 1938 г. — 1632, в 1949 г. — 827, в 1958 г. — 1135, в 1970 г. — 903, в 1979 г. — 773, в 1989 г. — 642 чел. На 2002 г. — 570 жителей (русские).

## Достопримечательности
Каждое село имеет какие-то замечательные страницы в своей истории. Для Красновидова такой яркой страницей стало пребывание в селе осенью 1888 года Алексея Пешкова, позднее известного писателя А. М. Горького. В октябре 1979 года создан литературно-мемориальный музей А. М. Горького.
- Церковь Илии Пророка (Красновидово)
- Музей А. М. Горького в селе Красновидово

- фотография храма Св. пророка Илии
- Музей Горького А. М.

## Инфраструктура
- Церковь
- Детский сад
- Средняя школа
- Дом культуры
- Библиотека
- Магазины продовольственные
- Зерновой элеватор